# Magma macierzysta
Magma macierzysta – zarówno magma pierwotna, jak i jej bardziej wyewoluowane porcje, które po dotarciu do komory magmowej podlegają procesom dyferencjacji i krystalizacji.